# کلیسای ارتدکس صربی
کلیسای ارتدکس صرب کلیسای ارتدکس صربی (صربی: Српска православна црква/Srpska pravoslavna crkva) یکی از مذاهب زیرمجموعهٔ کلبسای ارتدکس شرقی و از جمله کلیساهای مسیحی است. این دومین کلیسای مردمان اسلاوی در جهان پس از کلیسای ارتدوکس بلغاری بوده‌است.
پیروان کلیسای ارتدوکس صرب‌ها شامل اکثریت جمعیت در صربستان بعلاوه مونته‌نگرو و جمهوری صرب بوسنی می‌باشد. همچنین مردمان صرب در بسیاری از دیگر شهرهای بالکان و جهان به این کلیسا وفادار هستند.

## نشان

پرچم کلیسای ارتدکس صربستان

همان پرچم صربستان با یک صلیب صربی در میانش، به عنوان پرچم رسمی کلیسا استفاده می‌شود. تعدادی دیگر از انواع غیررسمی پرچم نیز وجود دارند.